# USS Lowry (DD-770)
El USS Lowry (DD-770) fue un destructor clase Allen M. Sumner que sirvió tanto en la Armada de los Estados Unidos como en la Marina de Brasil (en esta bajo el nombre de CT Espírito Santo (D-38)).

## Historia
Fue puesto en gradas el 1 de agosto de 1943, botado el 6 de febrero de 1944 y puesto en servicio el 23 de julio de ese mismo año. En 1962, pasó por el programa FRAM II. En 1968, participó de operaciones de apoyo en la guerra de Vietnam.
En octubre de 1973, fue transferido a la Marina de Brasil —a la vez que el USS Strong—, donde recibió el nombre de CT Espírito Santo (D-38), y continuó su carrera hasta su retiro, el 6 de febrero de 1996.